# Breitenleer Friedhof

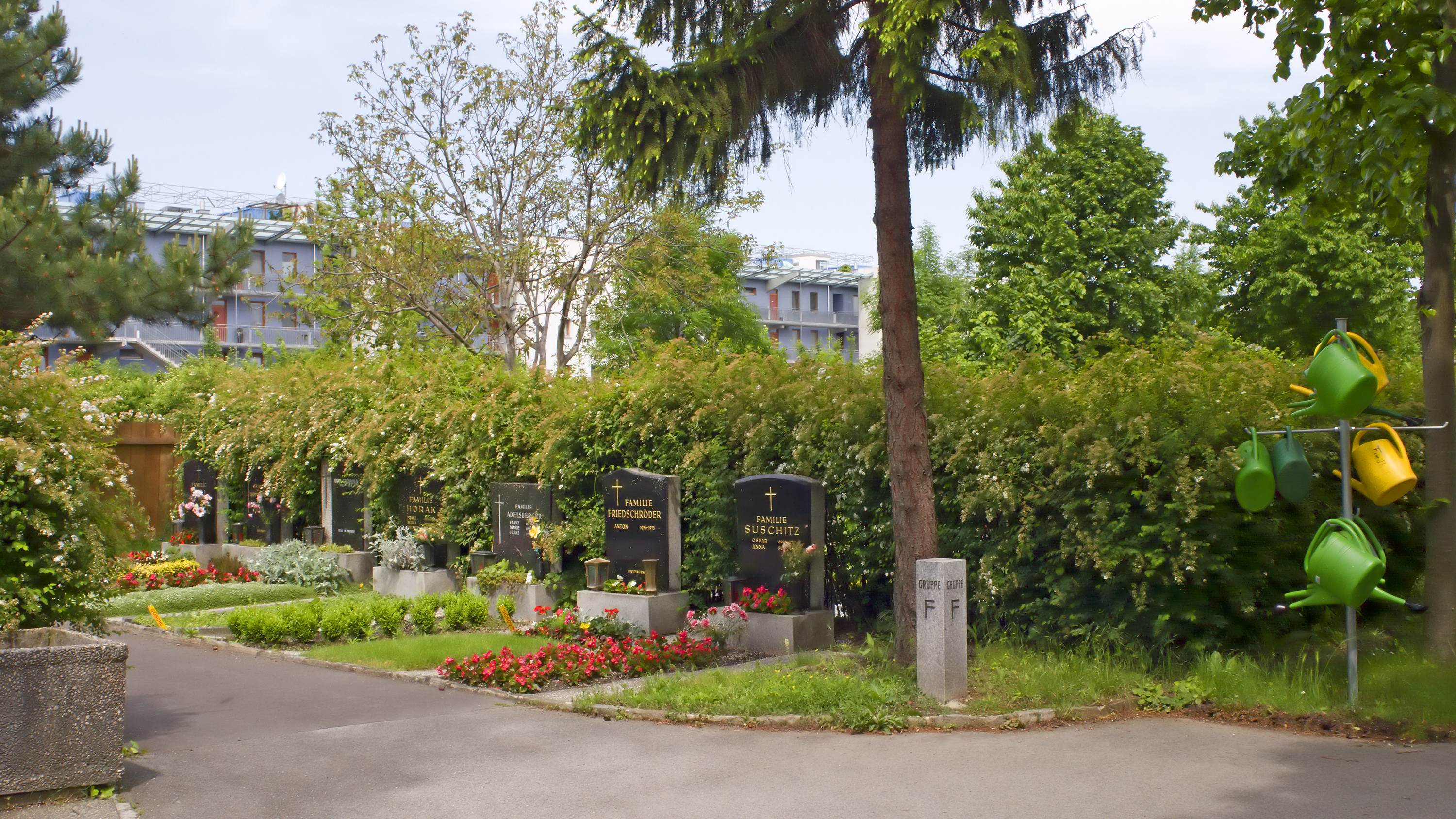
Breitenleer Friedhof

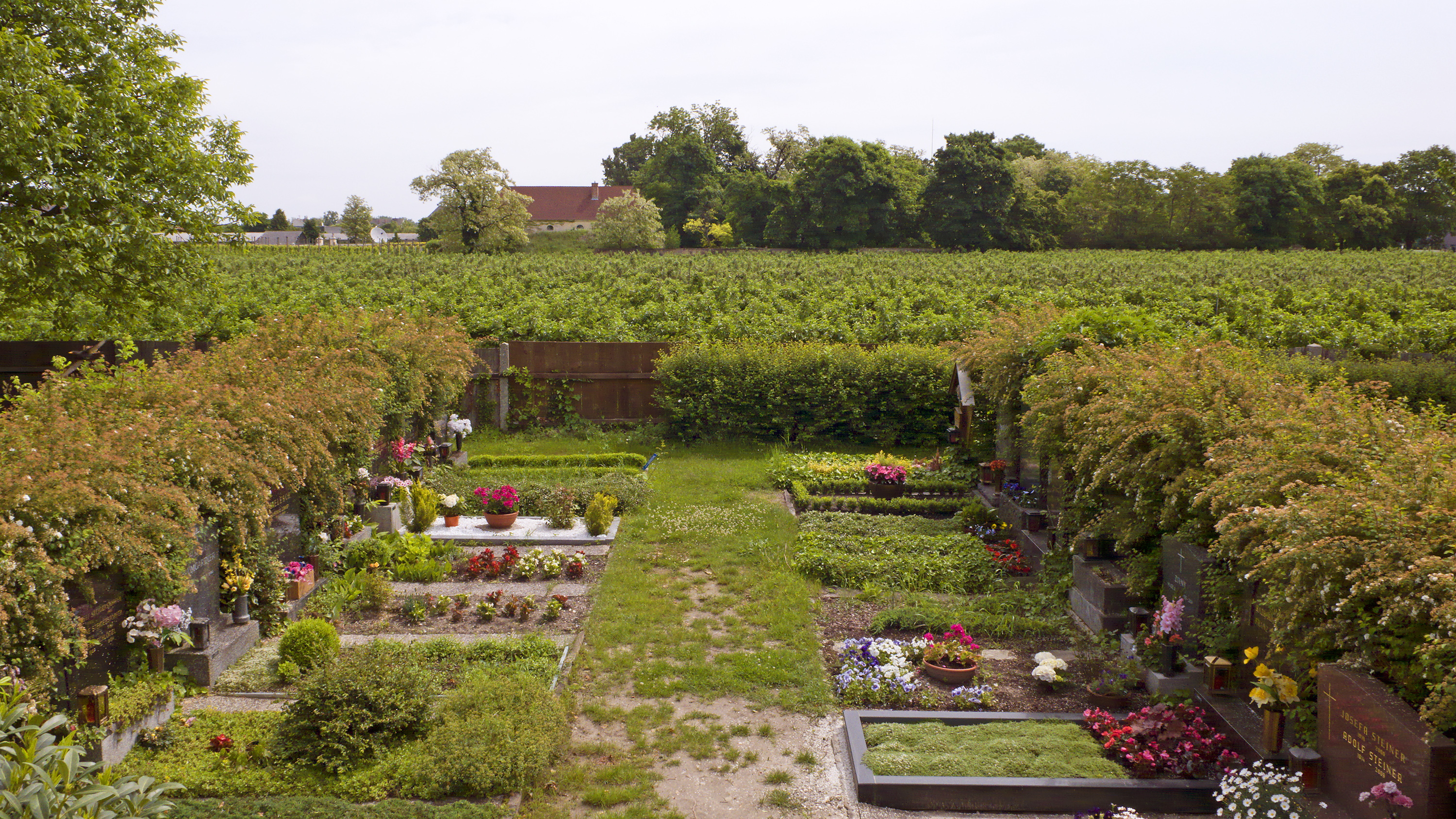
Ostseite des Friedhofs

Der Breitenleer Friedhof ist ein Friedhof im 22. Wiener Gemeindebezirk Donaustadt.

## Lage
Der Friedhof liegt im Donaustädter Bezirksteil Breitenlee. Er umfasst eine Fläche von 11.987 Quadratmeter und beherbergt 1.141 Grabstellen.

## Geschichte
Der Breitenleer Friedhof stammt aus dem Jahr 1909 und wurde zwischen dem Dorf und der Stadtrandsiedlung errichtet. Die Weihe erfolgte am 16. November 1909 durch Prälat Leopold. Für den ursprünglich konfessionellen, katholischen Gemeindefriedhof wurde im südöstlichen Teil eine Abteilung für die Beerdigung von Akatholiken geschaffen, im Südwesten wurde die Totenkammer und ein Sezierraum errichtet. Der ursprüngliche Breitenleer Friedhof um die Pfarrkirche wurde 1909 gesperrt, der an der Westseite gelegene Stiftsfriedhof war von der Sperre hingegen nicht betroffen.
Der neue Friedhof wurde auf Grund des Wachstums der Bevölkerung mehrmals erweitert, zuletzt 1964, die heutige Einfriedung wurde 1989 errichtet.

## Gebäude

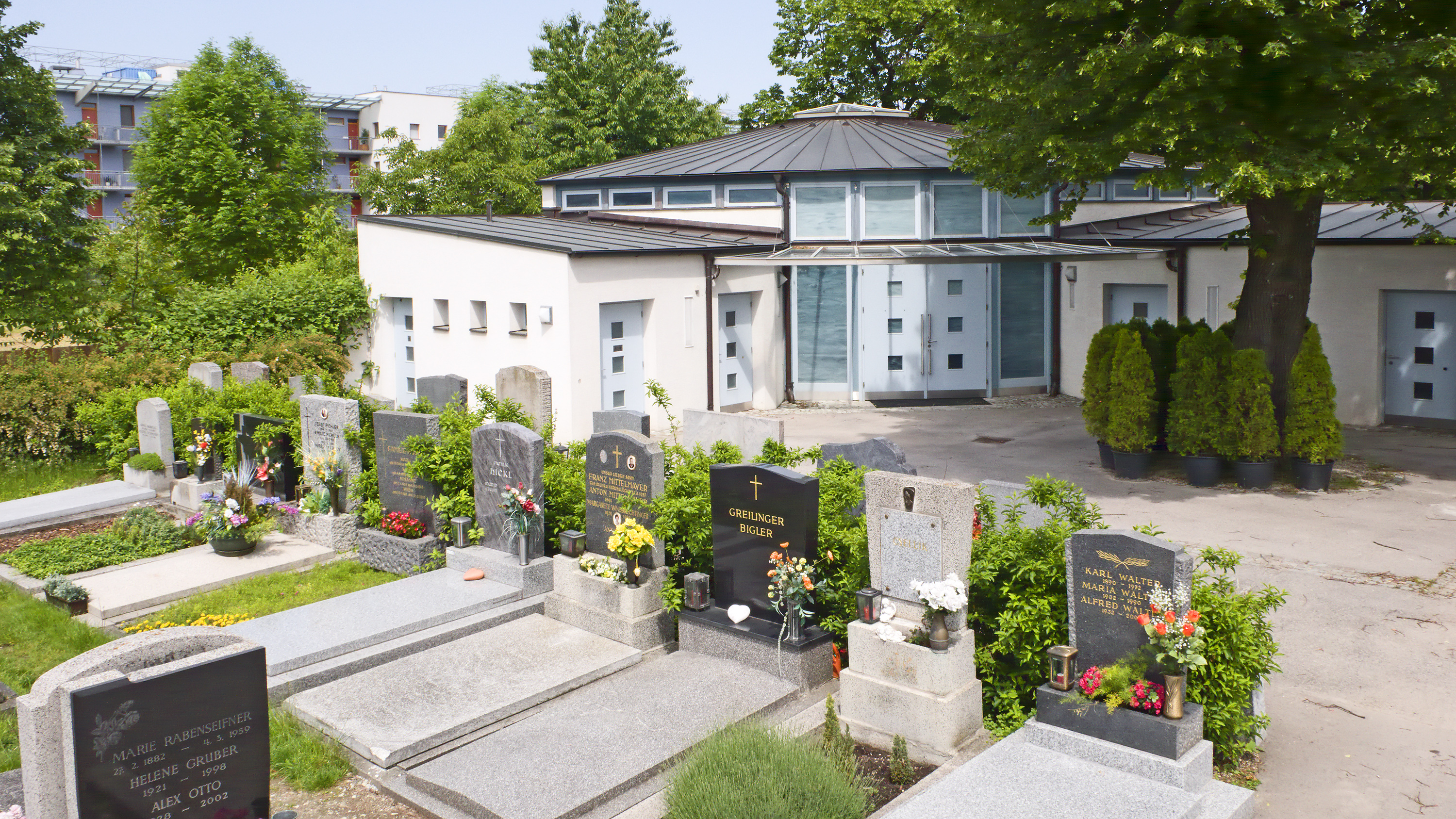
Aufbahrungshalle

Auf dem Friedhof gab es ursprünglich nur eine Beisetzkammer, die gelegentlich als Aufbahrungsraum verwendet wurde. Der im Jahr 1943 gefasste Plan, den Beisetzraum auf Grund der geringen Anzahl an Beerdigungen durch einen Aufbahrungsraum zu ersetzen, konnte auf Grund des Zweiten Weltkrieges erst 1957 umgesetzt werden. Der Aufbahrungsraum wurde 1976 renoviert und 1978 um einen Trägerraum erweitert.
2001 erfolgte der Neubau der Aufbahrungshalle. Die Halle besteht aus einem 72 Quadratmeter großen Aufbahrungsraum und besitzt eine Deckenkonstruktion aus Holz. Die Fenster und das Hallentor bestehen aus bläulichem Glas, der Boden wurde in Marmor ausgeführt. Architekt des Neubaus war Christof Riccabona, der auch die Innengestaltung plante. An der Altarwand wurde ein Glasmosaik von Helmut Margreiter angebracht.

## Grabstätten bedeutender Persönlichkeiten
| Name                 | Lebensdaten | Tätigkeit |
| -------------------- | ----------- | --------- |
| Franz-Karl Effenberg | 1948–2005   | Politiker |